# بني خميس (أفلح اليمن)

تعديل مصدري - تعديل

بني خميس هي إحدى قرى عزلة بني يوس بمديرية أفلح اليمن التابعة لمحافظة حجة، بلغ تعداد سكانها 98 نسمة حسب تعداد اليمن لعام 2004.